# Nikki Stone
Pour les articles homonymes, voir Stone.
Nikki Stone (née le 4 février 1971 à Princeton dans le New Jersey) est une ancienne skieuse acrobatique américaine, spécialisée dans la discipline du saut acrobatique. Elle a notamment remporté le concours olympique de la discipline lors des Jeux olympiques de 1998 à Nagano au Japon.

## Palmarès

### Jeux olympiques d'hiver
- Jeux olympiques de 1998 à Nagano (Japon) :
  -  Médaille d'or en saut acrobatique

### Championnats du monde de ski acrobatique
- Championnats du monde de ski acrobatique de 1995 à La Clusaz (France) :
  -  Médaille d'or en saut acrobatique.
- Championnats du monde de ski acrobatique de 1999 à Hasliberg (Suisse) :
  -  Médaille d'or en saut acrobatique.

### Coupe du monde de ski acrobatique
- 1 gros globe de cristal :
  - Vainqueur du classement général en 1998.
- 2 petits globe de cristal :
  - Vainqueur du classement sauts en 1995 et 1998.
- 34 podiums dont 11 victoires.